# レジャイナ (フリゲート)
レジャイナ（HMCS Regina, FFH 334）は、カナダ海軍のフリゲート。カナダ哨戒フリゲート計画により建造されたハリファックス級フリゲートの5番艦で、1994年に就役した。

## 概要
カナダ海軍の太平洋海上軍（MARPAC）に配備されており、エスクィマルト基地を母港とする。
カナダ海軍の同名の艦艇としては、第二次世界大戦中に就役したフラワー級コルベット「レジャイナ」（HMCS Regina, K234）に続いて2隻目である。

## 艦歴
ケベック州ローゾンのMIL デイビー造船ローゾン造船所で1989年10月6日に起工され、1992年1月15日に進水。その後、1994年9月30日に就役した。
2012年7月3日、アラビア海へ展開するためエスクィマルト基地を出港、8月21日に第150合同任務部隊に合流した。
その後、2013年3月14日に帰投した。
2013年2月12日、中東からの帰路、フィリピンとの防衛パートナー関係を強化するため同国を親善訪問し、マニラに寄港した。歓迎式典が開催され、カナダ太平洋海上軍司令官のウィリアム・トゥルーラヴ少将は、フィリピン軍参謀長のエマーヌル・T・ボティースター大将とケソンのキャンプ・アギナルドで会談した。乗員の一部は、チャリティーイベントでスポーツ競技に参加、マニラのスラムコミュニティで貧困層の子供たちへ教育や栄養を提供する活動を行っている地元団体と子どもたちが、本艦に招かれ特別な見学ツアーが行われた。
2014年4月30日、カナダ政府は2014年クリミア危機に対する北大西洋条約機構（NATO）の作戦を支援するため、本艦を派遣すると発表した。
2015年5月からHCM/FELEX（Halifax Class modernisation programme / frigate life extension）計画に基づいた中間寿命改修および近代化が行われた。2016年4月29日にエスクィマルト基地に戻り、任務に復帰した。
2019年6月、ベトナムに寄港。北東アジア海域への移動で、補給艦「アステリックス」とともに台湾海峡を通過。東シナ海で朝鮮民主主義人民共和国（北朝鮮）向けへの瀬取りを監視した後、同月26日に日本の沖縄県にある在日米軍ホワイトビーチ基地へ入港した。

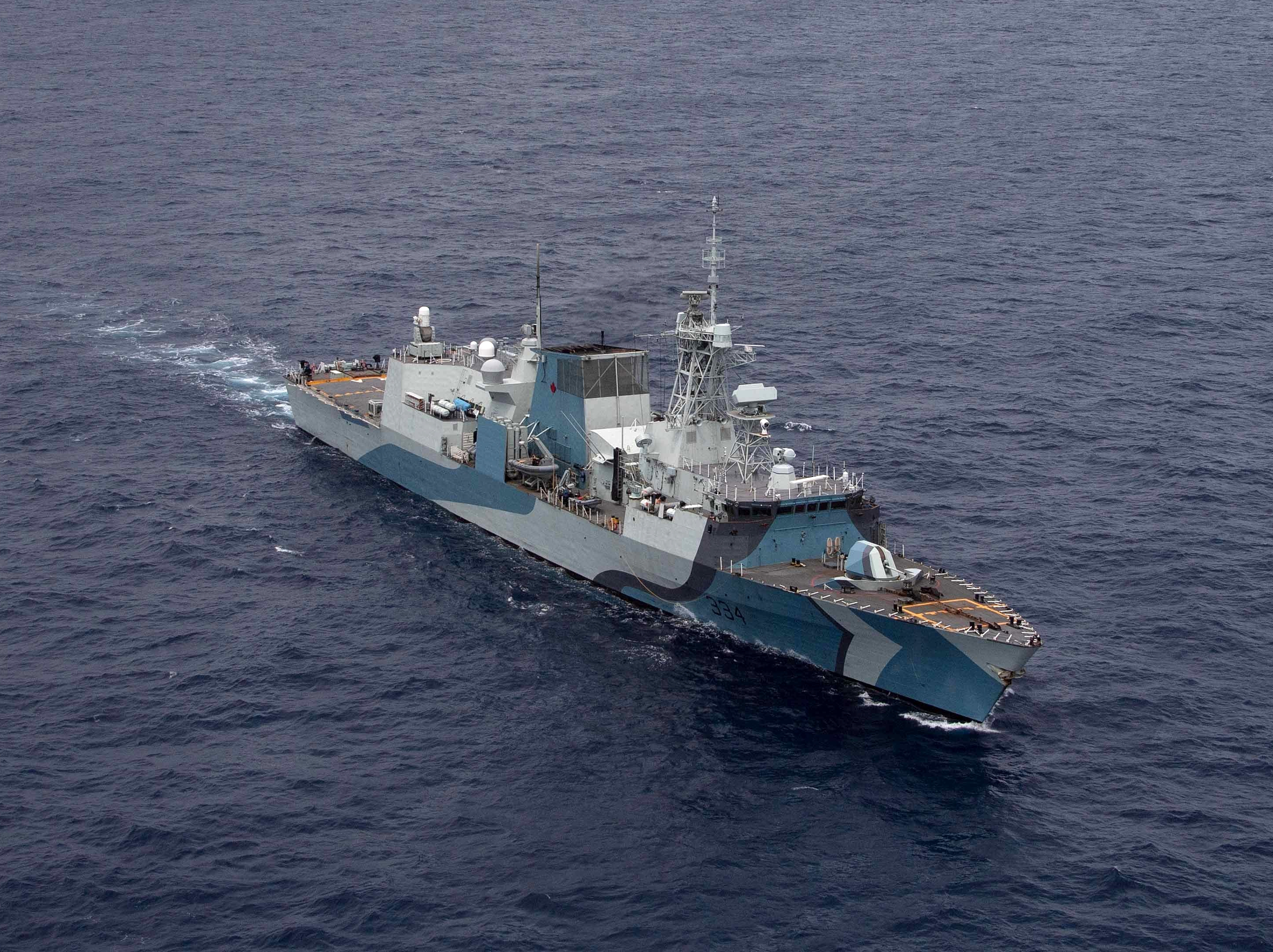
RIMPAC2020に参加中の「レジャイナ」
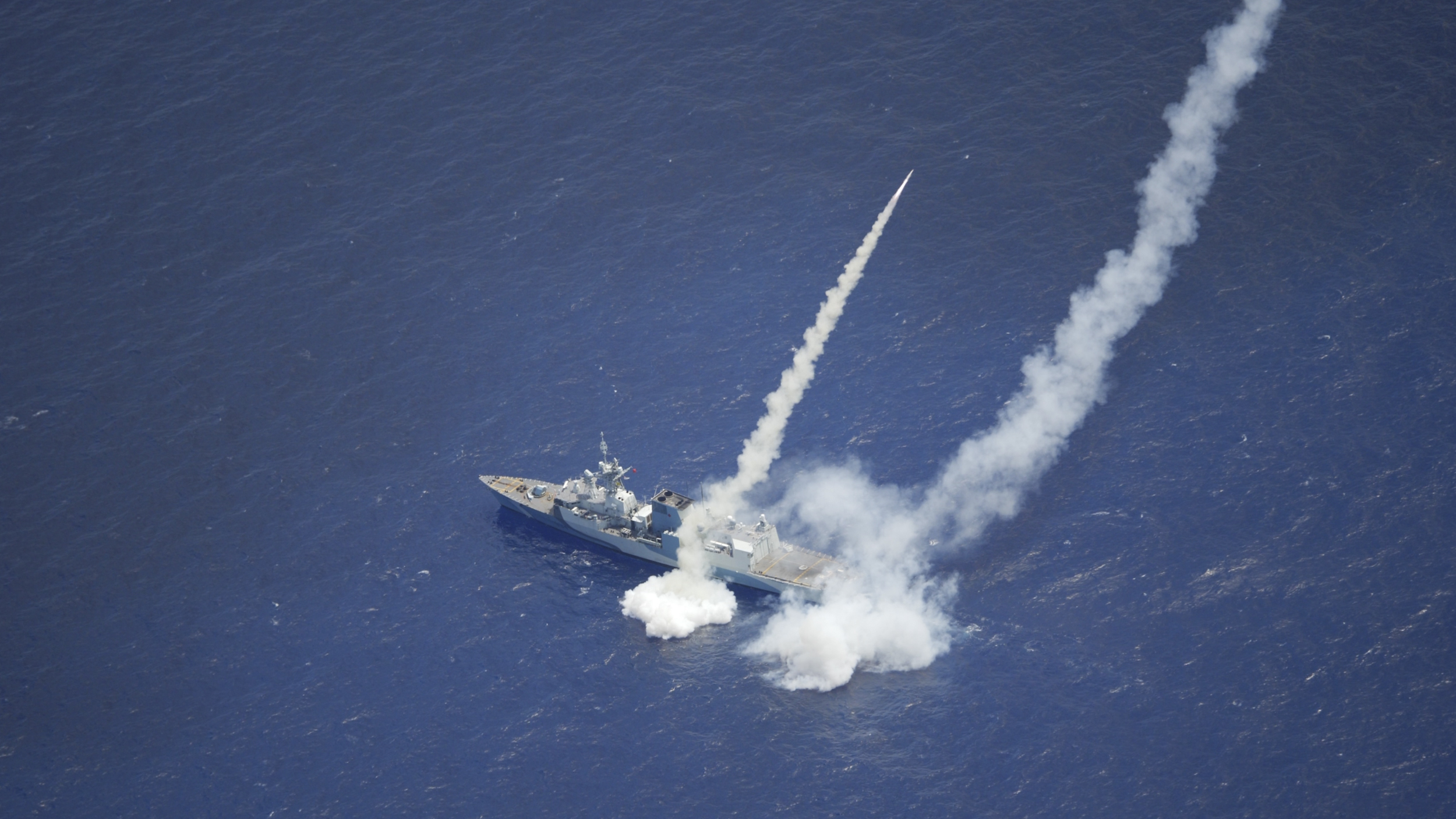
RIMPAC2020でのハープーン発射訓練